# 96th Test Wing

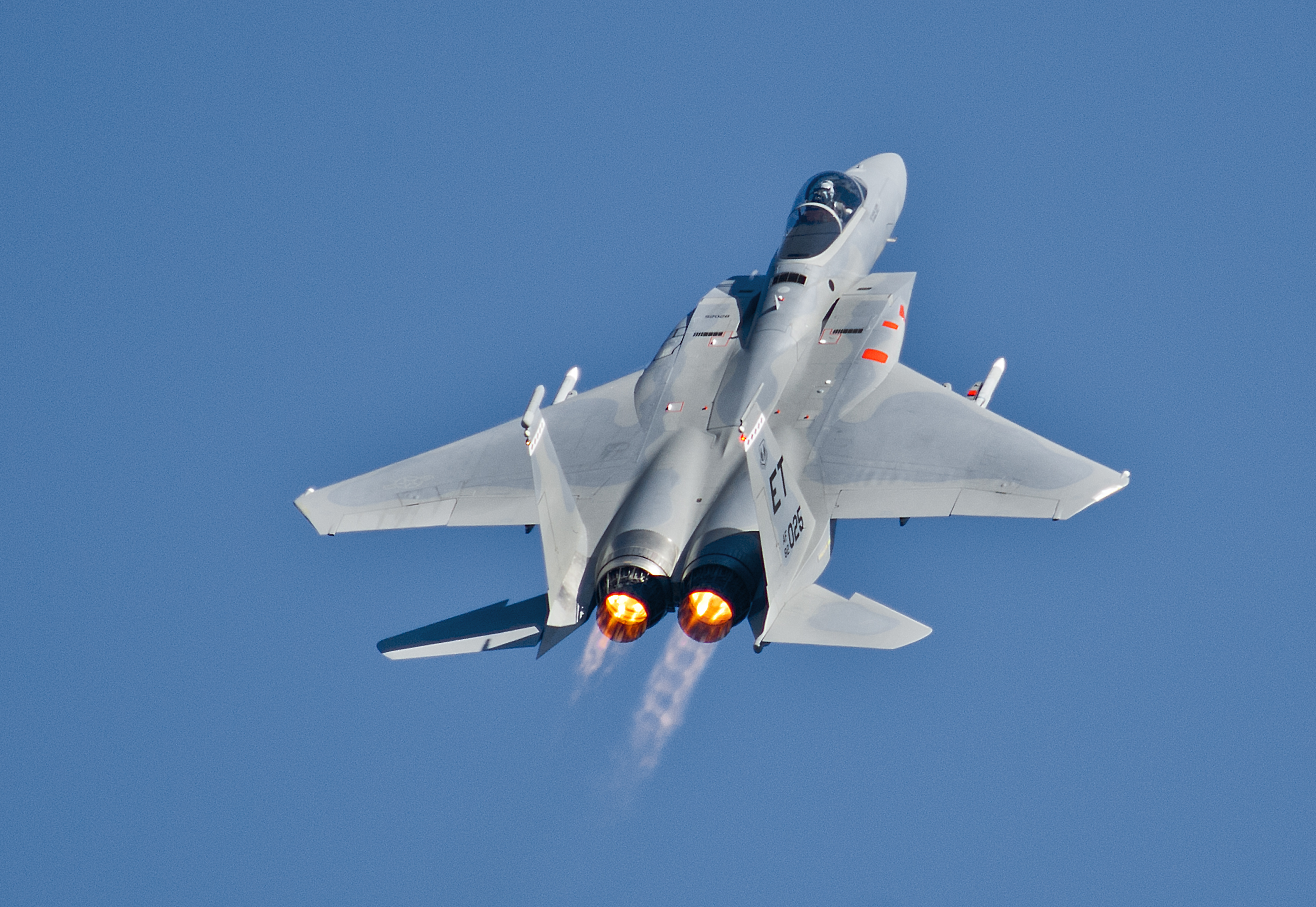
F-15 del 40th FLTS

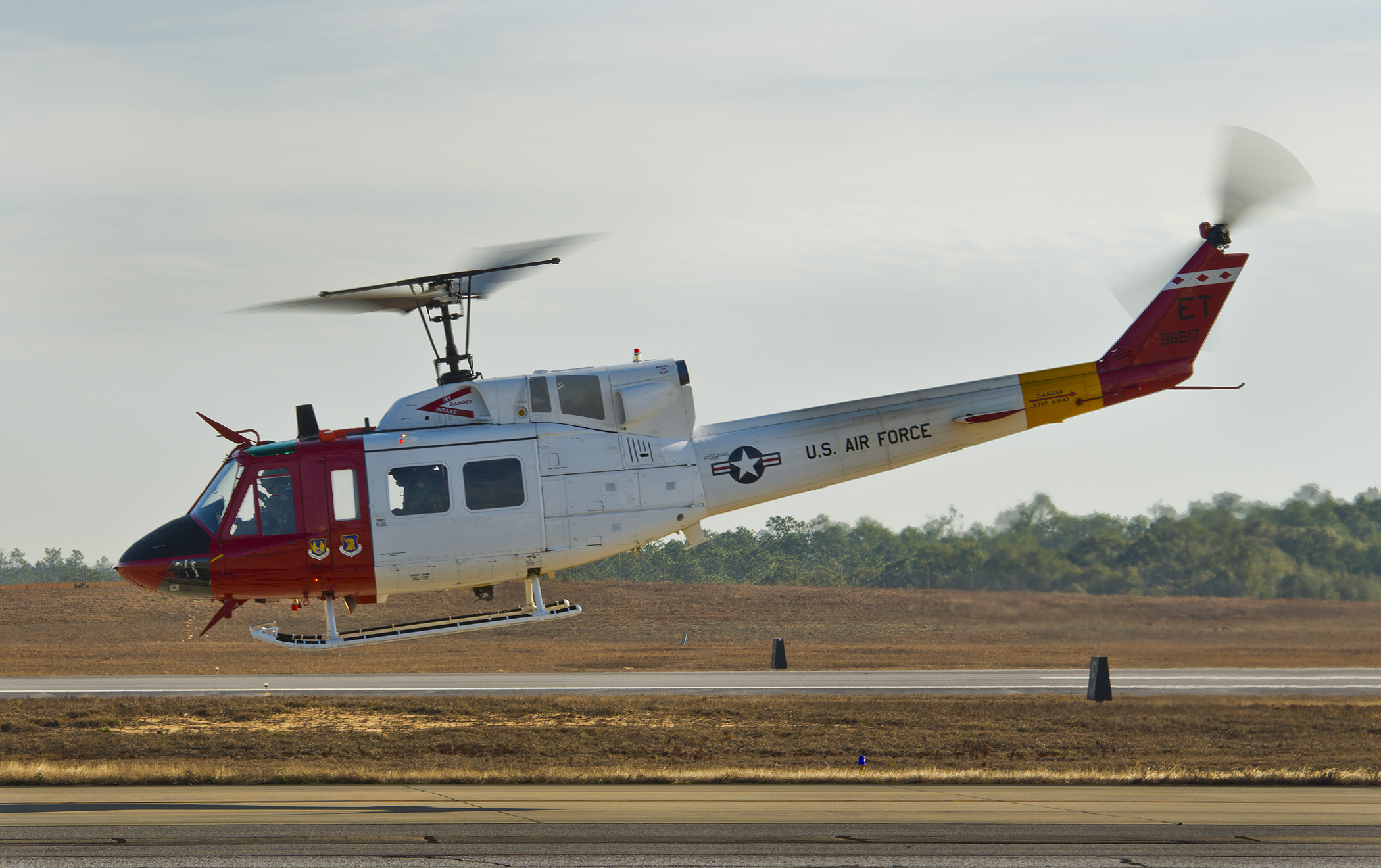
UH-1N del 413th FLTS

Il 96th Test Wing è uno stormo sperimentale dell'Air Force Materiel Command, inquadrato nell'Air Force Test Center. Il suo quartier generale è situato presso la Eglin Air Force Base, in Florida.

## Missione
Lo stormo svolge i test e le valutazioni sui sistemi d'arma, i sistemi di guida e navigazione, comando e controllo e delle operazioni speciali forniti alle forze aeree statunitensi. L'unità prova, valuta e convalida tutte le prestazioni dei sistemi durante i vari processi di sviluppo, acquisizione e mantenimento per garantire che i combattenti abbiano sistemi tecnologicamente superiori, affidabili, sostenibili e sicuri.
Il 96th TW esegue tali processi durante tutto l'intero ciclo di vita del singolo sistema per una vasta gamma di clienti come gli Air Force Systems Program Offices, l'Air Force Research Laboratory, centri logistici e di produzione, Major Command, altri servizi del Dipartimento della Difesa e agenzie governative come il Dipartimento dei Trasporti e la NASA, nonché le vendite a forze aeree straniere e per l'industria privata.

## Organizzazione
Attualmente, al maggio 2017, esso controlla:
- 96th Operations Group
  - 96th Operations Support Squadron
  -  40th Flight Test Squadron - Equipaggiato con F-16C/D, 2 F-15C, 3 F-15E, 1 F-15EX e 2 Kratos XQ-58A Valkyrie
    - Detachment 1, Davis-Monthan Air Force Base, Arizona - Equipaggiato con 1 A-10C

  -  413th Flight Test Squadron - Equipaggiato con 2 UH-1N
  -  780th Test Squadron
  - 96th Weather Squadron
- 96th Maintenance Group
  - 96th Aircraft Maintenance Squadron
  - 96th Maintenance Squadron
- 96th Civil Engineer Group
  - 96th Civil Engineer Squadron
  - 796th Civil Engineer Squadron
- 96th Mission Support Group
  - 96th Communications Squadron
  - 96th Force Support Squadron
  - 96th Logistics Readiness Squadron
  - 96th Security Forces Squadron
- 96th Medical Group
- 96th Range Group
  - 96th Range Control Squadron
- 96th Cyberspace Test Group
  - 45th Test Squadron
  - 46th Test Squadron
  - 47th Cyberspace Test Squadron
- 96th Comptroller Squadron

## Storia

### Allineamento
- Costituito come 96th Bombardment Group, Heavy, il 28 gennaio 1942
- Attivato il 15 luglio 1942
- Disattivato il 21 dicembre 1945
- Rinominato come 96th Bombardment Group, Very Heavy, il 13 maggio 1947
- Attivato nella Riserva il 29 maggio 1947
- Disattivato il 27 giugno 1949
- Consolidato (31 gennaio 1984) con il 96th Bombardment Wing, Heavy, il quale fu stabilito il 23 marzo 1953
- Rinominato come 96th Bombardment Wing, Medium, il 6 novembre 1953
- Attivato il 18 novembre 1953
- Rinominato come 96th Strategic Aerospace Wing il 1 aprile 1962
- Rinominato come 96th Bombardment Wing, Heavy, il 31 marzo 1972
- Rinominato come 96th Wing il 1 settembre 1991
- Disattivato il 1 ottobre 1993
- Rinominato come 96th Air Base Wing il 10 marzo 1994
- Attivato il 15 marzo 1994
- Rinominato come 96th Test Wing il 18 luglio 2012

### Assegnazioni
- Second Air Force, dal 15 luglio 1942 a circa il 4 aprile 1943
- 4th Bombardment Wing (successivamente, 4th Combat Bombardment Wing), circa 14 aprile 1943 (aggregato al 401st Provisional Combat Wing, dal 6 al 19 giugno 1943 ed al 403rd Provisional Combat Wing, dal 20 giugno al 13 settembre 1943)
- 45th Combat Bombardment Wing, 14 settembre 1943
- 3rd Air Division, 18 giugno 1945
- 1st Air Division, 12 agosto 1945
- 3rd Air Division, dal 28 settembre al 12 dicembre 1945
- New York Port of Embarkation, dal 20 al 21 dicembre 1945
- 19th Bombardment Wing (successivamente, 19th Air Division, Bombardment), dal 29 maggio 1947 al 27 giugno 1949
- Eighth Air Force, 18 novembre 1953
- Fifteenth Air Force, 1 aprile 1955 (aggregato alla 3rd Air Division, dal 10 gennaio al 7 aprile 1957)
- 819th Air (successivamente, 819th Strategic Aerospace) Division, 3 settembre 1957
- 19th Air Division, 2 luglio 1966
- 12th Air Division, 1 luglio 1973
- Fifteenth Air Force, 15 luglio 1988
- Eighth Air Force, dal 1 settembre 1991 al 1 ottobre 1993
- Air Force Development Test Center (successivamente, Air Armament Center), 15 marzo 1994 (aggregato all'Air Force Test Center, 18 luglio 2012)
- Air Force Test Center, 1 ottobre 2012 fino ad oggi

### Componenti operative

#### Groups
- 96th Operations, dal 1 settembre 1991 al 1 ottobre 1993 e dal 1 ottobre 2012 fino ad oggi
- 96th Test, dal 1 ottobre 2012 fino ad oggi

#### Squadrons
- 4th Strategic Support, dal 1 settembre 1959 al 15 marzo 1961
- 11th Air Refueling, aggregato dal 16 dicembre 1957 al marzo 1958
- 96th Air Refueling, dal 18 novembre 1953 al 3 dicembre 1957 (distaccato dal 5 ottobre al 20 novembre 1954, dal 1 agosto al 14 settembre 1955, dal 18 al 31 gennaio 1956, dal 25 giugno al 9 ottobre 1956, e dal 10 gennaio al 7 aprile 1957)
- 321st Air Refueling, dal aggregato dal 3 luglio al 8 novembre 1954
- 337th Bombardment, dal 15 luglio 1942 al 29 novembre 1945, dal 29 maggio 1947 al 27 giugno 1949, dal 18 novembre 1953 al 15 marzo 1963, dal 15 settembre 1963 al 1 settembre 1991
- 338th Bombardment (successivamente, 338th Strategic Bombardment Training, 338th Combat Crew Training), dal 15 luglio 1942 al 15 dicembre 1945, dal 29 maggio al 8 ottobre 1947, dal 18 novembre 1953 al 15 marzo 1963, dal 1 luglio 1986 al 1 settembre 1991
- 339th Bombardment, dal 15 luglio 1942 al 29 novembre 1945, dal 29 maggio al 8 ottobre 1947, dal 18 novembre 1953 al 15 marzo 1963
- 380th Air Refueling, dal aggregato dal 8 novembre 1954 al 1 aprile 1955
- 413th Bombardment, dal 15 luglio 1942 al 19 dicembre 1945, dal 17 luglio 1947 al 27 giugno 1949, dal 1 novembre 1958 al 1 gennaio 1962
- 546th Bombardment, dal 16 luglio 1947 al 27 giugno 1949
- 547th Bombardment, dal 16 luglio 1947 al 27 giugno 1949
- 578th Strategic Missile, dal 1 luglio 1961 al 25 marzo 1965
- 917th Air Refueling, aggregato dal 1 al 14 gennaio 1965, assegnato dal 15 gennaio 1965 al 1 settembre 1991
- 4018th Combat Crew Training, dal 15 marzo 1985 al 1 luglio 1986

### Basi
- Salt Lake City Army Air Base, Utah, 15 luglio 1942
- Gowen Field, Idaho, 6 agosto 1942
- Walla Walla Army Air Base, Washington, 14 agosto 1942 (ground echelon), 1 settembre 1942 (air echelon)
- Rapid City Army Air Base, Dakota del Sud, 30 settembre 1942
- Pocatello Army Air Base, Idaho, 1 novembre 1942
- Pyote Army Air Base, Texas, 3 gennaio–marzo 1943
- Great Saling, Inghilterra, maggio 1943
- Snetterton Heath, Inghilterra, dal 12 giugno 1943 al 12 dicembre 1945
- Camp Kilmer, New Jersey, dal 20 al 21 dicembre 1945
- Gunter Field (successivamente, Air Force Base), Alabama, dal 29 maggio 1947 al 27 giugno 1949
- Altus Air Force Base, Oklahoma, 18 novembre 1953
- Dyess Air Force Base, Texas, dal 8 settembre 1957 al 1 ottobre 1993
- Eglin Air Force Base, Florida, dal 15 marzo 1994 fino ad oggi

### Velivoli
- B–17, 1942–1945.
- AT–6, 1947–1949
- AT–11, 1947–1949.
- KC–97, 1954–1956, 1956–1958
- B–47, 1955–1963
- C–124, 1959–1961
- Atlas, 1962–1965
- B–52, 1963–1970, 1970–1972, 1973–1985
- KC–135, 1965–1970, 1970–1972, 1973–1993
- B–1B, 1985–1993.
- A-10, 2012-
- F-15, 2012-
- F-16, 2012-
- CV-22, 2012–2013
- UH-1N, 2012-.